# Doblón

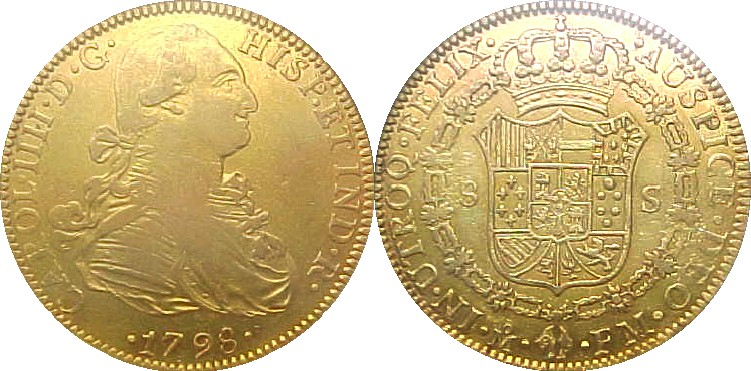
Doblón de oro de 8 escudos, acuñado en México el año 1798.

El doblón fue una moneda de oro española que equivalía a dos escudos o 32 reales y pesaba 6,77 gramos (0,218 onzas troy). Originalmente fue llamado así porque representaba un valor igual al de dos excelentes de oro, la moneda introducida en España desde 1497 por los Reyes Católicos, pero posteriormente el nombre de doblón se asignó a prácticamente todas las monedas de oro acuñadas en el imperio Español. Así, existieron el doblón de a cuatro (igual a cuatro escudos, que pesaba 13,5 gramos), o el doblón de a ocho (equivalente a ocho escudos, con un peso de 27 gramos).
Los doblones eran acuñados en España, Nueva España, Perú y Nueva Granada. El término «doblón» se utilizó por primera vez para describir al excelente de oro, posiblemente debido a que valía dos ducados, o bien debido al doble retrato de los Reyes Católicos Fernando e Isabel. 
En España, los doblones fueron monedas de curso legal hasta mediados del siglo XIX. En 1859, Isabel II reemplazó al escudo por los reales, como base del doblón; además, sustituyó al doblón de 6,77 g por otro nuevo y más pesado que equivalía a 100 reales y pesaba 8,3771 g (0,268 onzas troy). Los últimos doblones españoles (que indicaban la denominación de 80 reales) fueron acuñados en 1849. Los territorios españoles de México, Perú y Nueva Granada continuaron acuñando doblones luego de independizarse.
Las colonias portuguesas también han acuñado doblones llamados dobrão (con el mismo significado).
En Europa, el doblón se convirtió en el modelo de muchas otras monedas de oro, entre las que se incluyen el Louis d'or francés (desde 1640), la doppia italiana, el duplone suizo, el pistole del norte de Alemania y el Friedrich d'or prusiano (1741-1855).
En Nueva Orleans y Mobile, Alabama, las comparsas del carnaval de Mardi Gras arrojan doblones (generalmente hechos de aluminio), al menos desde 1960.
El doblón fue una moneda de oro crucial en la historia monetaria del Imperio español, y su acuñación tuvo un impacto importante tanto en la economía interna como en las transacciones internacionales. Inicialmente, su valor equivalía a dos escudos o 32 reales, y pesaba 6,77 gramos. Con el paso del tiempo, el término "doblón" se utilizó para designar varias monedas de oro de diferentes valores, como el doblón de a cuatro y el doblón de a ocho, que fueron emitidos en diversas épocas para adaptarse a las necesidades económicas del imperio. Estos doblones no solo fueron acuñados en España, facilitando el comercio transatlántico. Su circulación en estas regiones extendió su influencia, convirtiéndolo en una de las principales monedas en circulación en la economía colonial, y consolidó su rol como medio de intercambio entre Europa y América durante varios siglos.
A pesar de que la acuñación de doblones en España cesó a mediados del siglo XIX, su legado continuó en las antiguas colonias tras sus procesos de independencia. En 1859, Isabel II reformó el sistema monetario, sustituyendo el escudo por los reales y emitiendo una versión más pesada del doblón, que pesaba 8,3771 g y valía 100 reales. Sin embargo, los doblones siguieron siendo acuñados en países recién independizados, como México, Perú y otros países latinoamericanos, que continuaron utilizando la moneda en sus sistemas económicos aún después de la ruptura con España. Además, la influencia del doblón se extendió más allá de las fronteras del Imperio español, ya que muchos países europeos adoptaron monedas similares basadas en el modelo del doblón, como el Louis d'or en Francia y el duplone suizo. Esta expansión muestra cómo el doblón se consolidó como una moneda globalmente reconocida.
Hoy en día, el doblón no solo tiene un valor histórico, sino que también se ha convertido en un símbolo cultural, especialmente en algunas ciudades de Estados Unidos. Durante el carnaval de Mardi Gras en Nueva Orleans y Mobile, se lanzan doblones de aluminio, una tradición que comenzó en la década de 1960. Esta práctica, que tiene sus raíces en el simbolismo de la moneda histórica, ha ayudado a mantener viva la conexión con una parte fundamental de la historia económica y cultural del pasado. El doblón, al haber sido una moneda emblemática en el comercio global de la Edad Moderna, sigue siendo un recordatorio de la influencia que tuvo el Imperio español y la importancia de sus monedas en la construcción de la economía mundial.